# Helge Sander

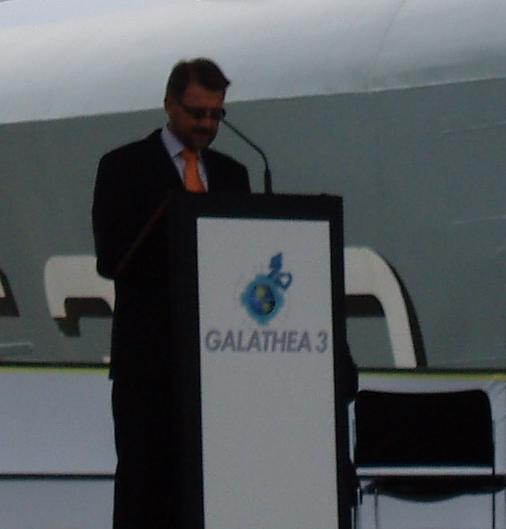
Helge Sander.

Helge Mølsted Sander (Ørre, municipalidad de Herning, 27 de agosto de 1950) es un político de Dinamarca. Es el actual Ministro de Ciencia, Tecnología y Desarrollo del gobierno danés, cargo que ocupa desde el 27 de noviembre de 2001, formando parte de las dos legislaturas del primer ministro Anders Fogh Rasmussen. Es miembro del partido liberal Venstre, y ocupó escaño en el Parlamento de Dinamarca desde 1984 hasta 1998.
De profesión periodista, trabajó en el diario Herning Folkeblad desde 1968 hasta 1971; y en el diario Morgenavisen Jyllands-Posten desde 1972 hasta 1973. Fue jefe de preparativos en el A/S Exhibition Centre Herning de 1973 a 1977, director del A/S Herning Fremad Football Club de 1978 a 1979 y jefe del secretariado de la Divisional Football Association hasta 1981. En la municipalidad de Herning entró a formar parte gobierno del ayuntamiento en 1994, siendo nombrado alcalde del mismo en 1998, hasta el año 2001, fecha en que fue nombrado Ministro.